# Natação artística no Campeonato Mundial de Esportes Aquáticos de 2023 - Rotina técnica solo feminina

A competição de natação artística na categoria rotina técnica solo feminina no Campeonato Mundial de Esportes Aquáticos de 2023 fora realizada no dia 14 e 15 de julho de 2023 na Marine Messe Fukuoka em Fukuoka, no Japão. Ao todo, 30 atletas de 30 Comitês Olímpicos Nacionais participaram do evento. Yukiko Inui, nadadora artística japonesa, tornou-se bicampeã do evento.

## Cronograma
Todos os horários estão na Hora Legal Japonesa (UTC+09).
| Data        | Hora  | Evento        |
| ----------- | ----- | ------------- |
| 14 de junho | 12:00 | Eliminatórias |
| 15 de junho | 19:30 | Final         |

## Formato da competição
A competição consiste em duas rodadas: eliminatória e final. As doze nadadoras com os melhores tempos classificam-se à final.

## Medalhistas
| Ouro                | Prata                        | Bronze                   |
| Yukiko Inui · Japão | Vasiliki Alexandri · Áustria | Iris Tio Casas · Espanha |

## Resultados
| Pos. | Nadadora                 | CON           | Eliminatória | Eliminatória | Final       | Final       |
| Pos. | Nadadora                 | CON           | Pontos       | Pos.         | Pontos      | Pos.        |
| ---- | ------------------------ | ------------- | ------------ | ------------ | ----------- | ----------- |
| 1    | Yukiko Inui              | Japão         | 273.2700     | 1            | 276.5717    | 1           |
| 2    | Vasiliki Alexandri       | Áustria       | 232.8367     | 3            | 264.4200    | 2           |
| 3    | Iris Tio Casas           | Espanha       | 204.6666     | 7            | 254.2100    | 3           |
| 4    | Evangelia Platanioti     | Grécia        | 252.2400     | 2            | 242.5000    | 4           |
| 5    | Susanna Pedotti          | Itália        | 193.1283     | 12           | 223.7133    | 5           |
| 6    | Audrey Lamothe           | Canadá        | 214.9417     | 6            | 216.4351    | 6           |
| 7    | Kyra Hoevertsz           | Aruba         | 193.9400     | 11           | 212.1967    | 7           |
| 8    | Klara Bleyer             | Alemanha      | 200.9649     | 9            | 202.4266    | 8           |
| 9    | Riyoung Lee              | Coreia do Sul | 201.7866     | 8            | 200.8383    | 9           |
| 10   | Oriane Jaillardon        | França        | 229.7233     | 4            | 193.4234    | 10          |
| 11   | Karina Magrupova         | Cazaquistão   | 195.3433     | 10           | 192.3200    | 11          |
| 12   | Kate Shortman            | Reino Unido   | 223.6033     | 5            | 192.0267    | 12          |
| 13   | Viktoria Reichova        | Eslováquia    | 181.4233     | 13           | Não avançou | Não avançou |
| 14   | Jasmine Verbena          | San Marino    | 178.0966     | 14           | Não avançou | Não avançou |
| 15   | Jennah Hafsi             | Marrocos      | 175.6200     | 15           | Não avançou | Não avançou |
| 16   | Nadine Barsoum           | Egito         | 174.5900     | 16           | Não avançou | Não avançou |
| 17   | Antonia Mella            | Chile         | 174.3566     | 17           | Não avançou | Não avançou |
| 18   | Aleksandra Atanasova     | Bulgária      | 168.2733     | 18           | Não avançou | Não avançou |
| 19   | Patrawee Chayawararak    | Tailândia     | 168.1683     | 19           | Não avançou | Não avançou |
| 20   | Gulsanam Bukina          | Uzbequistão   | 166.3867     | 20           | Não avançou | Não avançou |
| 21   | Karolina Kluskova        | Chéquia       | 165.1000     | 21           | Não avançou | Não avançou |
| 22   | Ana Culic                | Malta         | 165.0033     | 22           | Não avançou | Não avançou |
| 23   | Ece Ungor                | Turquia       | 163.0701     | 23           | Não avançou | Não avançou |
| 24   | Mari Alavidze            | Geórgia       | 162.0168     | 24           | Não avançou | Não avançou |
| 25   | Gabriela Reyes           | Cuba          | 160.7934     | 25           | Não avançou | Não avançou |
| 26   | Skye Macdonald           | África do Sul | 158.9600     | 26           | Não avançou | Não avançou |
| 27   | Nika Seljak              | Eslovênia     | 155.9468     | 27           | Não avançou | Não avançou |
| 28   | Marfa Chragina           | Suécia        | 148.3234     | 28           | Não avançou | Não avançou |
| 29   | Maria Paula Alfaro       | Costa Rica    | 148.2166     | 29           | Não avançou | Não avançou |
| 30   | Alexandra Mansare-traore | Guiné         | 140.8950     | 30           | Não avançou | Não avançou |